# Hadroibidion nanum
Hadroibidion nanum är en skalbaggsart som först beskrevs av Pierre Émile Gounelle 1911.  Hadroibidion nanum ingår i släktet Hadroibidion och familjen långhorningar. Inga underarter finns listade i Catalogue of Life.